# Archiprezbiterat łańcucki
Archiprezbiterat łańcucki – jednostka organizacyjna archidiecezji przemyskiej. Archiprezbiterem jest ks. prał. Tadeusz Gramatyka.
Archiprezbiterat został powołany 27 stycznia 1978 roku dekretem bpa Ignacego Tokarczuka.

## Dekanaty archiprezbiteratu
- Dekanat Błażowa
- Dekanat Kańczuga
- Dekanat Leżajsk I
- Dekanat Leżajsk II
- Dekanat Łańcut I
- Dekanat Łańcut II
- Dekanat Przeworsk I
- Dekanat Przeworsk II
- Dekanat Żołynia